# Župna crkva Tijela Kristova u Zagrebu
Župna crkva Tijela Kristova je katolička crkva u zagrebačkom naselju Sopot u Novom Zagrebu.

## Povijest
Župna crkva Tijela Kristova sagrađena je 2005. godine. 2013. godine posvetio ju je tadašnji zagrebački nadbiskup kardinal Josip Bozanić.
Idejni projektant crkve je arhitekt Ivica Čizmek, a izvedbeni je projektant arhitekt Hrvoje Krajač. Izgradnju crkve financirali su vjernici i Zagrebačka nadbiskupija.

## Galerija
- Zvonik crkve, 2024.
- Unutrašnjost crkve, 2024.